# Пуаро-Дельпеш, Бертран
Бертран Морис Амеде Анри Пуаро-Дельпеш (фр. Bertrand Maurice Amédée Henri Poirot-Delpech; 10 февраля 1929, Париж — 14 ноября 2006, там же) — французский журналист, художественный критик, писатель и сценарист, автор более двадцати романов и эссе, член Французской академии.

## Биография
Происходил из семьи врачей и университетских преподавателей. Сын Жана Пуаро-Дельпеша (1883—1940), доктора медицины, и Жанны Овет (1892—1966).
В юности был скаутом и впервые попробовал себя в журналистике, сотрудничая в ежедневнике Jamboree-France, издававшемся во время Всемирной джамбории 1947 года (фр.), проходившей в Муассоне (фр.). Окончил коллеж Станислава, лицей Людовика Великого и Парижский факультет словесности (фр.).
С 1951 года более пятидесяти лет работал в Le Monde, где вел университетскую (1951—1956), судебную (1956—1959), а затем, с 1959 года, театральную хронику, сменив на этом посту Робера Кемпа. С 1972 года был, вместо Пьера-Анри Симона, фельетонистом в приложении Le Monde des livres. С 1989-го вел свободную еженедельную хронику («Диагонали») в Le Monde. В 1967—1971 годах был президентом (с 1986 почетным президентом) профессионального синдиката драматургической и музыкальной критики. Был театральным критиком в Nouvelle Revue française, состоял членом художественного совета Комеди Франсез.
Свой первый роман опубликовал в 1957 году под псевдонимом, а в следующем году состоялся полноценный литературный дебют Пуаро-Дельпеша — роман «Верзила», удостоенный Межсоюзной премии и заслуживший похвалу Франсуа Мориака. В 1970 году получил Большую премию Французской академии за книгу «Литовское безумие».
В 1982 году опубликовал 145-страничную автобиографию «Коридор дансинга», название которой обыгрывало роковой для судеб его поколения Данцигский коридор. В том же году выпустил сборник фельетонов за прошедшее десятилетие.
Освещал процесс (фр.) над «лионским палачом» Клаусом Барби, о котором затем выпустил книги «Месье Барби нечего сказать» (Галлимар, 1987) и «Папон: Служебное преступление» (Сток, 1998). Последней литературной работой Пуаро-Дельпеша была изданная в 2002 году книга «Я не рыдала», рассказ юной еврейки, узницы Аушвица, написанный совместно с Идой Гренспан (фр.).
Как сценарист сотрудничал в кинематографических и телевизионных постановках, в числе которых были «Любовный бестиарий» Жана Ростана, его собственные романы «Верзила» и «Лето 36-го», «Я, генерал де Голль» Фолкнера, «Вечный муж» Достоевского, «Самсон» Анри Бернштейна, «Великолепный рогоносец» Кроммелинка.
10 апреля 1986 был избран во Французскую академию и 29 января 1987 принят в её состав Аленом Деко.
В 2001 году был президентом национального комитета празднования двухсотлетия Виктора Гюго.
Любитель ходить под парусом, Пуаро-Дельпеш в 1958 году купил яхту, приписанную к нормандскому порту Гранвиль, а в 1973-м приобрел в окрестностях этого города виллу, доставшуюся в наследство дочери, писательнице Жюли Волькенштайн (фр.).

## Сочинения
- 1957 — Без следа (Portés disparus), под псевдонимом Бертран Мезьер
- 1958 — Верзила (Le Grand Dadais) (Межсоюзная премия)
- 1960 — Постельный режим (La Grasse Matinée)
- 1962 — Изнанка воды (L’Envers de l’eau)
- 1966 — По вечерам. Театр, 1960—1970 (Au soir le soir. Théâtre, 1960—1970)
- 1969 — Комедия окончена (Finie la comédie)
- 1970 — Литовское безумие (La Folle de Lituanie) (Большая премия Французской академии за роман)
- 1976 — Сильные мира сего (Les Grands de ce monde)
- 1976 — Легенда столетия (La Légende du siècle)
- 1979 — Саид и я (Saïd et moi)
- 1980 — Мари Дюплесси (Marie Duplessis)
- 1982 — Фельетоны 1972—1982 (Feuilletons 1972—1982)
- 1982 — Коридор дансинга (Le Couloir du dancing)
- 1984 — Лето 36-го (L'Été 36)
- 1986 — Бонжур, Саган (Bonjour Sagan)
- 1987 — Месье Барби нечего сказать (Monsieur Barbie n’a rien à dire)
- 1989 — Гасконский залив (Le Golfe de Gascogne)
- 1989 — Поездки (Traversées)
- 1994 — Любовь человечества (L’Amour de l’humanité)
- 1995 — Диагонали (Diagonales)
- 1997 — Осторожно, театр (L’Alerte, théâtre)
- 1998 — Театр теней, дневник (Théâtre d’ombres, journal)
- 1998 — Папон: служебное преступление (Papon : un crime de bureau)
- 1999 — Господин принц (Monsieur le Prince)
- 2001 — J'écris "Paludes"
- 2002 — Я не рыдала (J'ai pas pleuré) (вместе с Идой Гренспан)

## Семья
1-я жена (18.09.1954): Кристин Кюла
Сын:
- Матье Пуаро-Дельпеш (фр., 14.11.1959—25.11.2017). Кинооператор, президент Французской ассоциации кинооператоров.

2-я жена (28.12.1966; развод 1.06.1979): Бенита Жаклин Стюарт Жордан (род. 1938), дочь Мориса Жордана (фр.), президента и генерального директора компании Peugeot, и Жаклин Лафит, до этого состоявшая в браке с литератором Жеромом Пеньо (фр.).
Дети:
- Жюли Волькенштайн (фр., род. 1968), писательница. Муж: Пьер Волькенштайн
- Мари. Муж: Тьерри Фрьоле
- Эрик